# Lehe (Emsland)
Lehe ist eine Gemeinde im Landkreis Emsland in Niedersachsen. Sie gehört der Samtgemeinde Dörpen an, die ihren Verwaltungssitz in der Gemeinde Dörpen hat.

## Geografie

### Geografische Lage
Die Gemeinde Lehe liegt im nördlichen Teil des Landkreises zwischen Papenburg und Meppen.
Sie ist von den Flüssen Ems, Dever und Lake umschlossen.

### Nachbargemeinden
Nördlich von Lehe liegt in ungefähr zehn Kilometern Entfernung die Stadt Papenburg. Östlich von Lehe ist die Gemeinde Neulehe in circa 6 Kilometer Entfernung zu finden. Etwa gleich weit entfernt liegen die Gemeinden Heede westlich und die Gemeinde Dörpen südlich von Lehe.

## Geschichte
Die erste urkundliche Erwähnung der ursprünglichen kleinen Bauerschaft Lehe geht zurück in das Jahr 1400. Der Leibeigene Herman Griep und Coip van Hede (auch Oltmanns genannt) erschienen am 22. Januar desselben Jahres vor dem Aschendorfer Gericht. Griep kaufte sich frei und wurde dadurch von van Hede aus der Hörigkeit entlassen. Dieser Freikauf wurde von dem Richter Sweder Rorynck beurkundet. In dieser Urkunde wurde auch die Bauerschaft Lehe erstmals erwähnt.
Der Name der Lehe lässt sich auf das gotische Wort „Hlew“ (deutsch „Schutz“) zurückführen, da die Bauerschaft an einer vor Sturm und Hochwasser schützenden Stelle errichtet wurde. Mit dem Heerweg (später Chausseestraße) existierte ein Handelsweg in Richtung Aschendorf und Dörpen. An dieser Stelle verläuft die heutige Bundesstraße 70.
Im Jahr 1902 wuchs der Wunsch nach einer eigenen Kirche, die schließlich 1914 trotz anfänglicher Skepsis fertiggestellt werden konnte. 16 Jahre später wurde neben der neuen Herz-Jesu-Kirche die katholische Volksschule Lehe errichtet.
Im Zweiten Weltkrieg wurde Lehe nahezu vollständig zerstört. Nach der Sprengung der Brücke über den Küstenkanal durch deutsche Truppen im April 1945 gelang es den Alliierten, Truppen aus Polen, Kanada und England nur nach langer Zwangspause und mit Hilfe von Pontons diesen zu überqueren. Die in drei Zügen vorrückenden Panzertruppen rächten sich für den Zwangshalt und zerstörten das Dorf. Die Einwohner konnten zuvor in die umliegenden Dörfer Neulehe und Ahlen flüchten.

Einwohnerentwicklung der Gemeinde Lehe

Bis zur niedersächsischen Gemeindereform, die am 1. Januar 1973 in Kraft trat, gehörte Lehe zur Samtgemeinde Aschendorf. Seit 1996 ist Lehe Mitglied im Dorferneuerungsprogramm. Im Jahr 2000 feierte die Gemeinde ihr 600-jähriges Bestehen.

### Einwohnerentwicklung
Die Zahl der Einwohner in der Gemeinde ist im Laufe der Jahrhunderte nur sehr langsam gestiegen. Während sie im Jahr 1652 noch bei 182 lag, ist sie bis 2010 nur auf 1047 gestiegen.
| Jahr      | 1652 | 1752 | 1852 | 2002 | 2009 | 2010 | 2012 |
| --------- | ---- | ---- | ---- | ---- | ---- | ---- | ---- |
| Einwohner | 182  | 250  | 355  | 1046 | 985  | 1047 | 1058 |

## Politik

### Gemeinderat
Der Gemeinderat in Lehe setzt sich aus neun Ratsmitgliedern zusammen. Die Ratsmitglieder werden durch eine Kommunalwahl für jeweils fünf Jahre gewählt. Die aktuelle Amtszeit begann am 1. November 2021 und endet am 31. Oktober 2026.
| Partei                                                                  | 2021 |   | 2016 |
| ----------------------------------------------------------------------- | ---- | - | ---- |
| CDU                                                                     | 5    | 7 |      |
| Einzel                                                                  | 1*   | – |      |
| UWG                                                                     | 1    | 3 |      |
| SPD                                                                     | 1    | 1 |      |
| ________________ Einzelbewerber 2021: Georg Brümmer UWG: Unabh. WG Lehe |      |   |      |

* Dem Einzelbewerber Georg Brümmer stünden nach Stimmenanteil zwei Sitze zu, er kann aber nur einen besetzen

### Bürgermeister
Der ehrenamtliche Bürgermeister Johann Mardink ist seit der Wahl vom 21. November 2011 im Amt.

## Vereine
Neben dem üblichen Heimatverein, kleineren Kirchengruppen und einer Landjugend sind in Lehe folgende Vereine vertreten:
- SuS Lehe: Sportverein mit den Sportarten Fußball, Tennis und Turnen
- Kröchen-Klütker: Oldtimerclub (meist Trecker)
- Leher Pünte
- Grün-Weiß Lehe: Tennisclub
- Wassersportclub Dörpen-Lehe

Gemeindeansichten
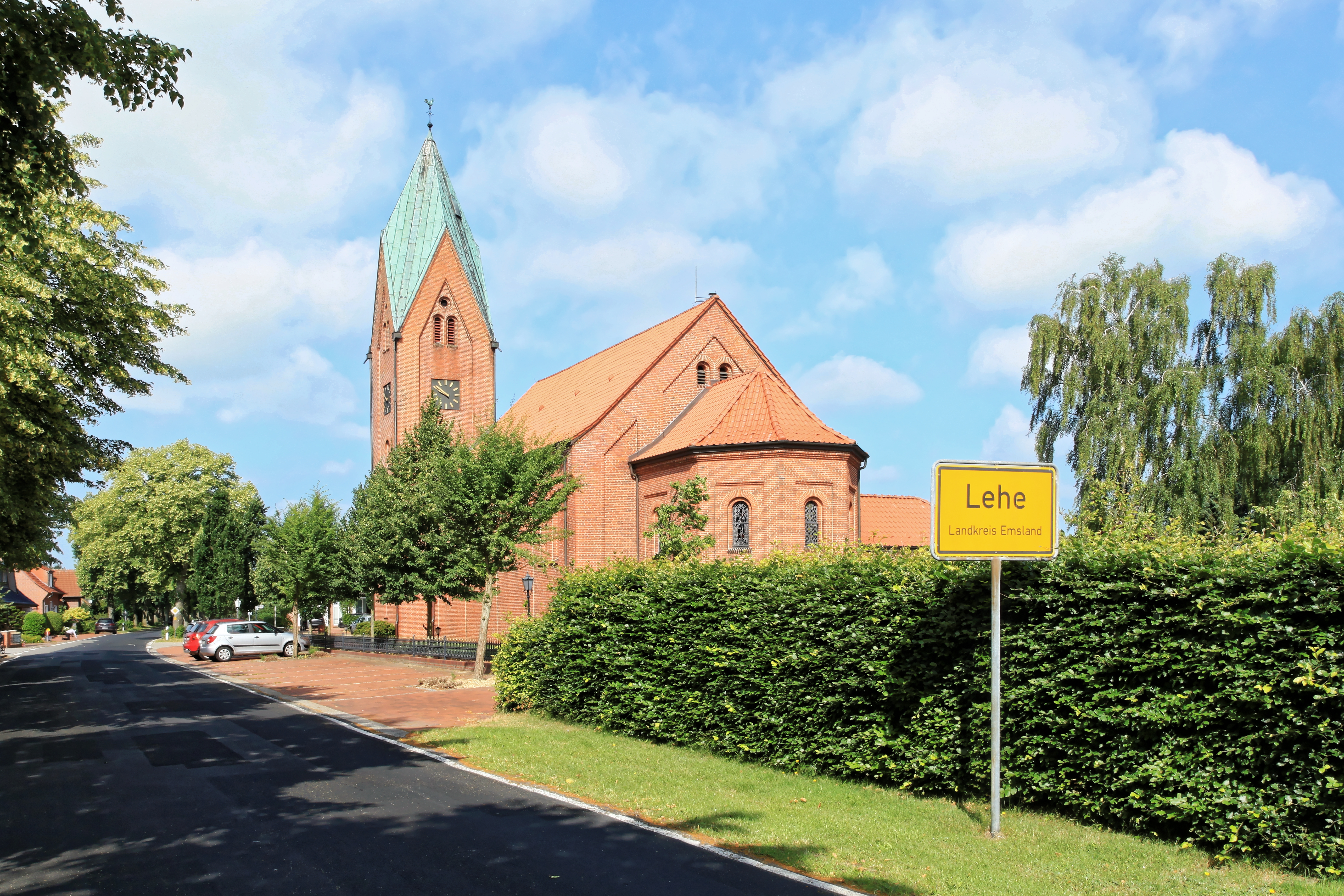
Herz-Jesu-Kirche an der Dorfstraße
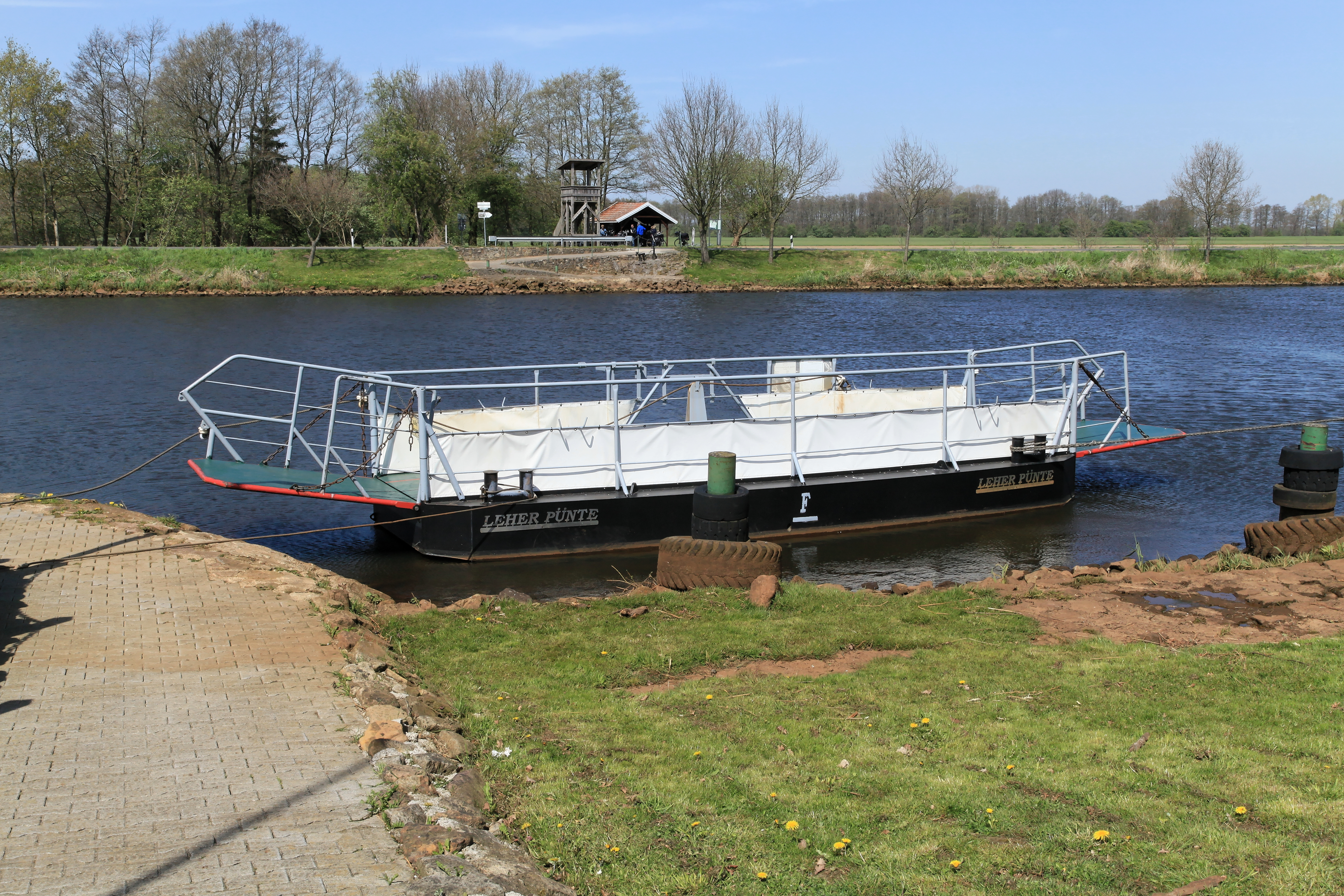
Personenfähre "Leher Pünte"
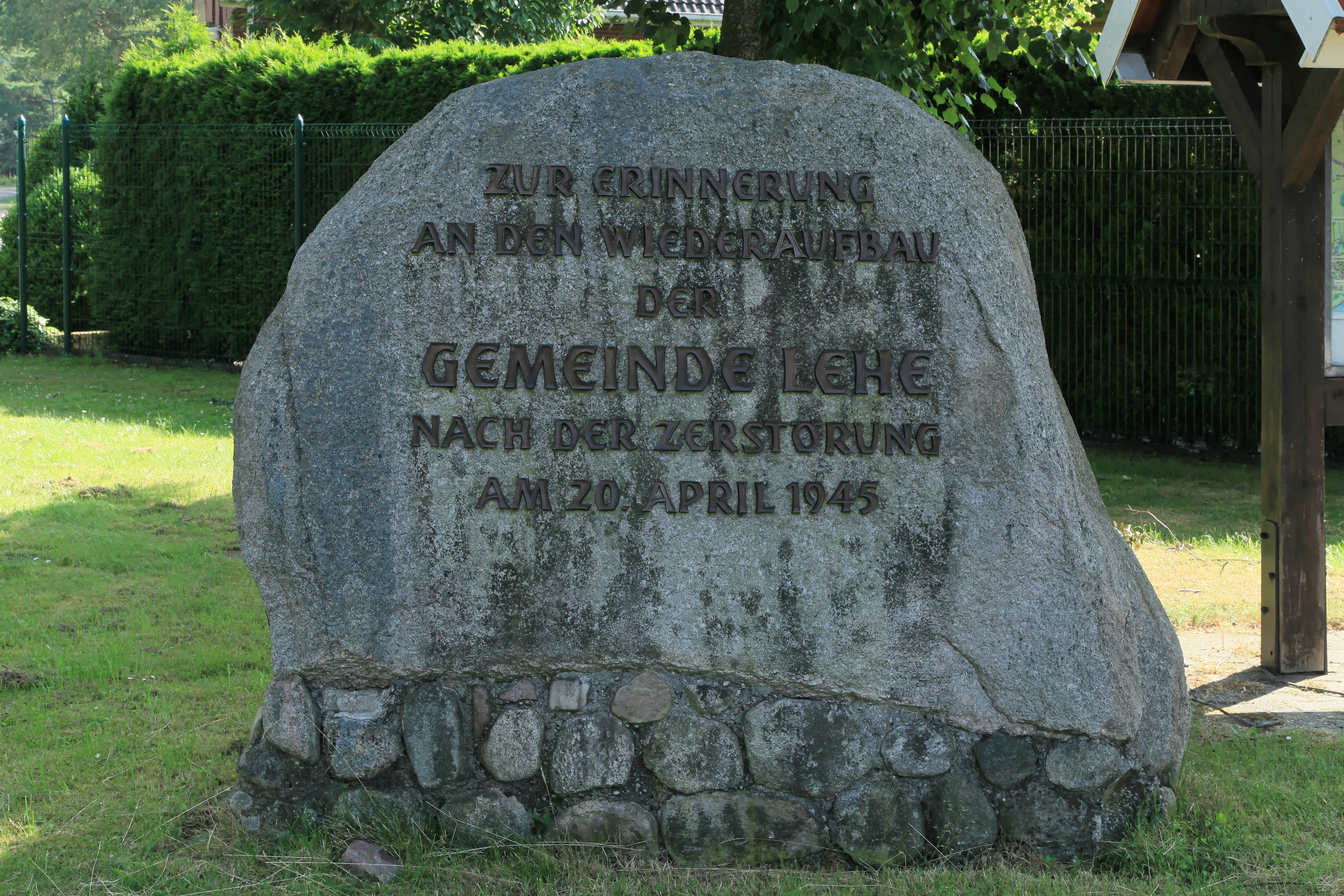
Gedenkstein an den Wiederaufbau nach dem Zweiten Weltkrieg
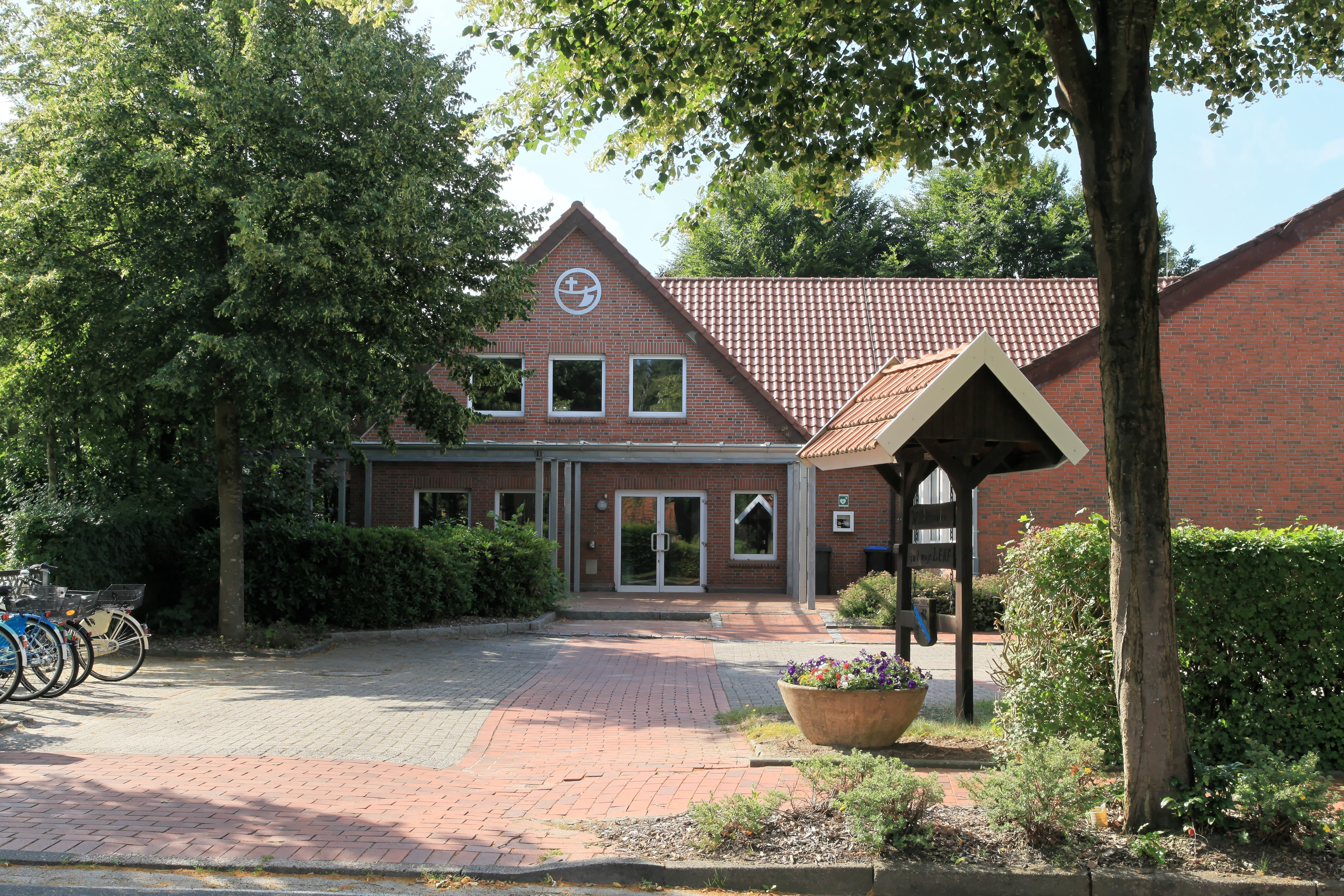
Grundschule in Lehe
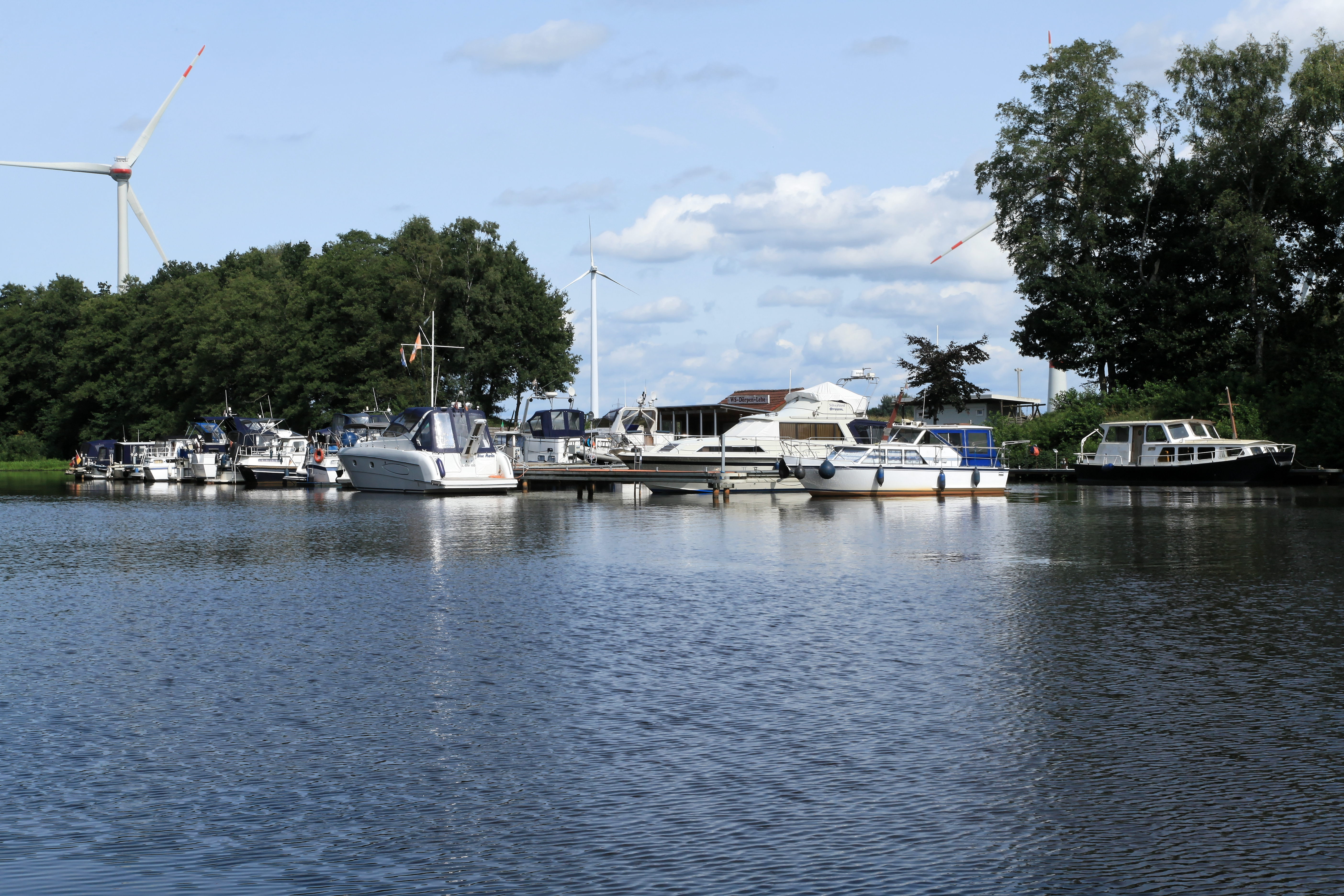
Yachthafen

## Wirtschaft und Infrastruktur
Trotz der Folgen des Strukturwandels ist Lehe eine überwiegend landwirtschaftlich geprägte Gemeinde. Die 17 Vollerwerbsbetriebe und 6 Nebenerwerbslandwirte haben sich im Laufe der Jahre hauptsächlich auf Massentierhaltung spezialisiert.
Im Gewerbegebiet „Am Schulbrink“, welches in den letzten Jahren stetig vergrößert wurde, finden sich jedoch auch einige mittelständische Betriebe. Unternehmen wie beispielsweise J&K Anlagenbau GmbH & Co.KG, u. a. Hersteller für Schornsteine, und Pools der Meyer Werft, oder das deutschlandweit tätige Holzunternehmen Butterweck sind hier ansässig.

### Verkehr
Lehe ist über die Bundesstraße 70 und die Bundesstraße 401, die sich in der Gemeinde kreuzen, zu erreichen. Außerdem besteht ein Autobahnanschluss an die nahegelegene Autobahn A31. Die nächsten Bahnhöfe befinden sich in Aschendorf und Dörpen an der Emslandstrecke.